# Ľubietová
Ľubietová és un poble i municipi d'Eslovàquia que es troba a la regió de Banská Bystrica.

## Història
La primera menció escrita de la vila es remunta al 1241.

## Demografia
| Godina             | 1994 | 2004   | 2014    | 2024   |
| ------------------ | ---- | ------ | ------- | ------ |
| Nombre de persones | 974  | 986    | 1171    | 1269   |
| Diferència         |      | +1,23% | +18,76% | +8,36% |

| Godina             | 2023 | 2024   |
| ------------------ | ---- | ------ |
| Nombre de persones | 1278 | 1269   |
| Diferència         |      | −0,70% |